# Spiridon Ilo
Spiridon Ilo, cunoscut și ca Spiro Ilo, (n. 30 septembrie 1876, Korçë, vilayetul Janina, Imperiul Otoman – d. 7 noiembrie 1950, Korçë, regiunea Korçë, Albania) a fost un om politic albanez, care este considerat unul dintre părinții fondatori ai Albaniei în calitate de semnatar al Declarației de Independență a Albaniei.

## Biografie

### Activitatea patriotică desfășurată în exil
Ilo s-a născut la 30 septembrie 1876 în orașul Korçë din vilaietul Manastir al Imperiului Otoman (în statul modern Albania), ca fiu al lui Anastas (Tasi) Ilo și al Aleksandrei Ilo. După ce a absolvit studii la gimnaziul grecesc din orașul natal, a lucrat ca profesor la școala de fete din Korçë, fondată de familia Kyrias. Ulterior a emigrat în România și a fost un membru activ al coloniei albaneze din București.
În anul 1905 a emigrat în Statele Unite ale Americii și s-a stabilit în orașul Boston, unde s-a implicat în activitățile politice și culturale ale coloniei albaneze de acolo și a susținut financiar publicațiile în limba albaneză. S-a numărat printre fondatorii societății patriotice „Malli i Mëmëdheut⁠(d)” din Jamestown⁠(d) (1 ianuarie 1906) și mai târziu a societății „Besa-Besë⁠(d)”. Ilo a fost unul dintre conducătorii coloniei albaneze din Boston și, în această calitate, a participat împreună cu patrioții Sotir Peçi⁠(d) și Kristo Kirka⁠(d) la ceremonia de hirotonire ca preot a lui Fan Noli, care a avut loc la 8 martie 1908 la New York, potrivit celor menționate chiar de Noli în memoriile sale.
După o ședere de patru ani în America, Ilo s-a întors în anul 1909 în orașul Korçë. A desfășurat acolo o bogată activitate culturală: a fost membru al societăților patriotice „Dituria Shqip” și „Përparimi”, a scris cântece patriotice și lirice pentru formația muzicală „Liria” și a făcut parte din trupele locale de teatru (în decembrie 1909 a jucat, conform informațiilor din presa acelor vremuri, unul dintre rolurile principale în drama Besa a lui Sami Frashëri). A fost un participant activ la mitingul organizat de societatea „Dituria Shqip” pe 14 februarie 1910 pentru apărarea hotărârilor luate la Congresul de la Manastir. Viața culturală destul de modestă din orașul Korçë nu i-a oferit suficiente satisfacții, așa că în aprilie 1910 a plecat la Bitola și de acolo la București, unde a deschis o tipografie și a devenit un membru de frunte al coloniei albaneze.

### Contribuția sa la formarea statului Albania
Spiridon Ilo a participat la 5 noiembrie 1912 la întâlnirea organizată (la Hotelul „Continental”) de Ismail Qemali și Luigj Gurakuqi⁠(d) cu reprezentanții societăților patriotice albaneze din București. I-a însoțit apoi pe cei doi patrioți și pe delegații coloniei albaneze din București la Adunarea Națională de la Vlorë, unde, la propunerea lui Salih Gjuka⁠(d), a fost recunoscut, alături de Pandeli Cale și Thanas Floqi⁠(d), ca delegat al regiunii Korçë, care se afla atunci sub ocupație grecească. Potrivit unei versiuni, Spiridon Ilo este cel care a luat drapelul roșu cu un vultur negru în mijloc, care a decorat sala reuniunii de la București, și l-a adus la Vlorë. Verișoara lui Spiro, Marigo Posio, a brodat drapelul și i-a adăugat un rând de ciucuri. În calitate de reprezentant al regiunii Korçë, el a semnat Declarația de Independență a Albaniei la 28 noiembrie 1912, cu numele „Spiro T. Ÿlo”. Steagul adus de el a fost înălțat în acea zi în balconul clădirii unde a avut loc adunarea.
După încheierea acestei adunări istorice, Spiridon Ilo s-a întors în 1913 în România, unde și-a reluat activitățile desfășurate anterior. Situația politică a Albaniei era încă destul de tulbure, așa că Ilo s-a întors în patria sa în aprilie 1914 și s-a alăturat detașamentului condus de Themistokli Gërmenji⁠(d) în lupta împotriva naționaliștilor greci din Korçë, dar izbucnirea Primului Război Mondial l-a determinat să abandoneze lupta și să revină în România.

### Activitatea patriotică ulterioară
În anul 1916, odată cu intrarea României în război, Spiridon Ilo a emigrat din nou în America și a deschis o cafenea la New York, care a devenit în scurtă vreme unul dintre centrele activității naționale albaneze din SUA. A desfășurat acolo o intensă activitate patriotică: a publicat colecția de cântece albaneze Dëshirat e zemrës („Dorințele inimii”; ed. I, 1916, ed. a II-a, 1918) și comedia Vërtet ëndërr („Într-adevăr un vis”), dedicată patriotului Sotir Peçi⁠(d) „pentru activitățile sale patriotice și caracterul său ferm”, a realizat și vândut cărți poștale cu gravuri ale unor teme naționale albaneze (printre care „Drapelul național”, „Luptătorul național”, „Muntean înarmat cu o pușcă”, „Skanderbeg”, „Amintirea Zilei Libertății 1912” etc.), a înregistrat, împreună cu tenorul italo-albanez Giuseppe Mauro, pe care îl cunoscuse la București, o serie de cântece patriotice și lirice albaneze (printre care „Himni mbretëror”, „Betimi mbiflamur”, „Rrofsh ti, o flamur” și „Pranvera”) la compania „Columbia” din Chicago și a înființat în 1923 prima companie albaneză de înregistrări sonore Albanian Phonograph Records, unde a înregistrat imnul național al Albaniei, scris de Asdreni, pus pe muzica lui Ciprian Porumbescu și interpretat de Mauro și Ilo.
După câțiva ani de ședere în Statele Unite ale Americii, Spiridon Ilo s-a întors în România, iar în martie 1926 a ajuns din nou la Korçë, unde a trăit tot restul vieții sale. S-a implicat în mișcarea antifascistă în timpul celui de-al Doilea Război Mondial, iar la 1 aprilie 1945 i s-a acordat o pensie în calitate de Patriot al Mișcării Renașterii Naționale (în albaneză Patriot i Rilindjes Kombëtare). Matrițele plăcilor de gramofon realizate de Albanian Phonograph Records au fost aduse de Ilo în Albania în anul 1946 și donate Comitetului executiv al orașului Korçë, dar au fost distruse din neatenție și, din moment ce erau din cupru, au fost folosite la construirea antenei postului Radio Korçë.
Spiridon Ilo a murit la Korçë în 7 noiembrie 1950.

## Recunoașterea meritelor sale
Cu ocazia aniversării a 100 de ani de independență, președintele Albaniei i-a decorat post-mortem cu Ordinul „Onoarea națiunii” pe toți semnatarii Declarației de Independență, prin decretul nr. 7574 din 26 iunie 2012.